# Monte Maddalena
Il Monte Maddalena (in bresciano la Madaléna) è un monte delle Prealpi Bresciane e Gardesane che si innalza a ridosso della città di Brescia e più precisamente nella sua parte nord-orientale. Proprio per la vicinanza con la città è detta la montagna dei bresciani.
In passato era chiamato Monte Denno (in latino Mons Domini = Monte del Signore). La Maddalena fa parte del Parco delle colline di Brescia.
La linea 6 degli autobus urbani assicura tramite via Panoramica il collegamento con la città durante il periodo estivo. Nel resto dell'anno le corse hanno come capolinea la località San Gottardo presso la chiesa parrocchiale omonima, ovvero a circa metà strada. Si può percorrere anche  a piedi uno dei moltissimi sentieri che partono dai comuni limitrofi. 

## La funivia
Nel 1955 venne inaugurata una funivia bifune a va e vieni che partiva da Viale Bornata e raggiungeva la sommità del Monte su un percorso di 2300 m ed un dislivello di 650 m. Due vetture, della capacità di 35 posti ciascuna, viaggiavano a spola ad una velocità massima di 7,5 m/s, sorpassando due piloni sul tragitto. La funivia conobbe inizialmente un successo di pubblico che poi scemò lentamente, sia per la costruzione della strada da san Gottardo nel 1966, sia per il venir meno di alcuni progetti residenziali per cui la funivia fu inizialmente pensata. Nel settembre del 1969 la funivia effettuò la sua ultima corsa aperta al pubblico. Destinata, nei primi anni '70, ad un uso sporadico come impianto-scuola per tecnici e macchinisti funiviari, la funivia rimase poi ferma fino al 1986, anno in cui venne smantellata. La storia della funivia di Brescia al seguente link  : da pag. 73 a pag. 80.

## Urbanizzazione
Nella prima metà del monte sono presenti numerose ville lussuose, che si diradano con il crescere dell'altitudine; dopo la località San Gottardo l'urbanizzazione è scarsa. Prima del terzo tornante vi è la cosiddetta "Tomba del Cane", denominazione popolare di origine sconosciuta del singolare monumento funerario progettato da Rodolfo Vantini (1860). Sono complessivamente presenti quattro cappelle / santuari, alcuni bar e ristoranti ed un campo da calcio.
Nella parte alta del monte, nei pressi del vecchio arrivo della funivia (dismesso da anni), si trova un gruppo di costruzioni civili, precedentemente usate prevalentemente come case di vacanza, denominate "Villaggio Monte Maddalena". Oggi queste case non sono più utilizzabili a causa dell'elevatissimo inquinamento elettromagnetico derivante dalle antenne radiotelevisive e di telecomunicazioni presenti poco sopra, gestite dalla società Funivie Monte Maddalena. 
Sempre nella stessa zona, si trovano due ristoranti e poco più in alto vi è una chiesetta, dedicata a Santa Maria Maddalena.

## Panorama
Nei giorni sereni il panorama consente di scorgere a nord il Guglielmo, a ovest le Prealpi bergamasche con la Presolana; a sud la pianura che si spinge fino agli appennini.
Ad est è invece possibile osservare il sud del Lago di Garda, del quale si possono riconoscere facilmente i golfi di Manerba del Garda e Moniga del Garda, il promontorio di Sirmione, il golfo di Desenzano e la zona morenica a sud del lago.

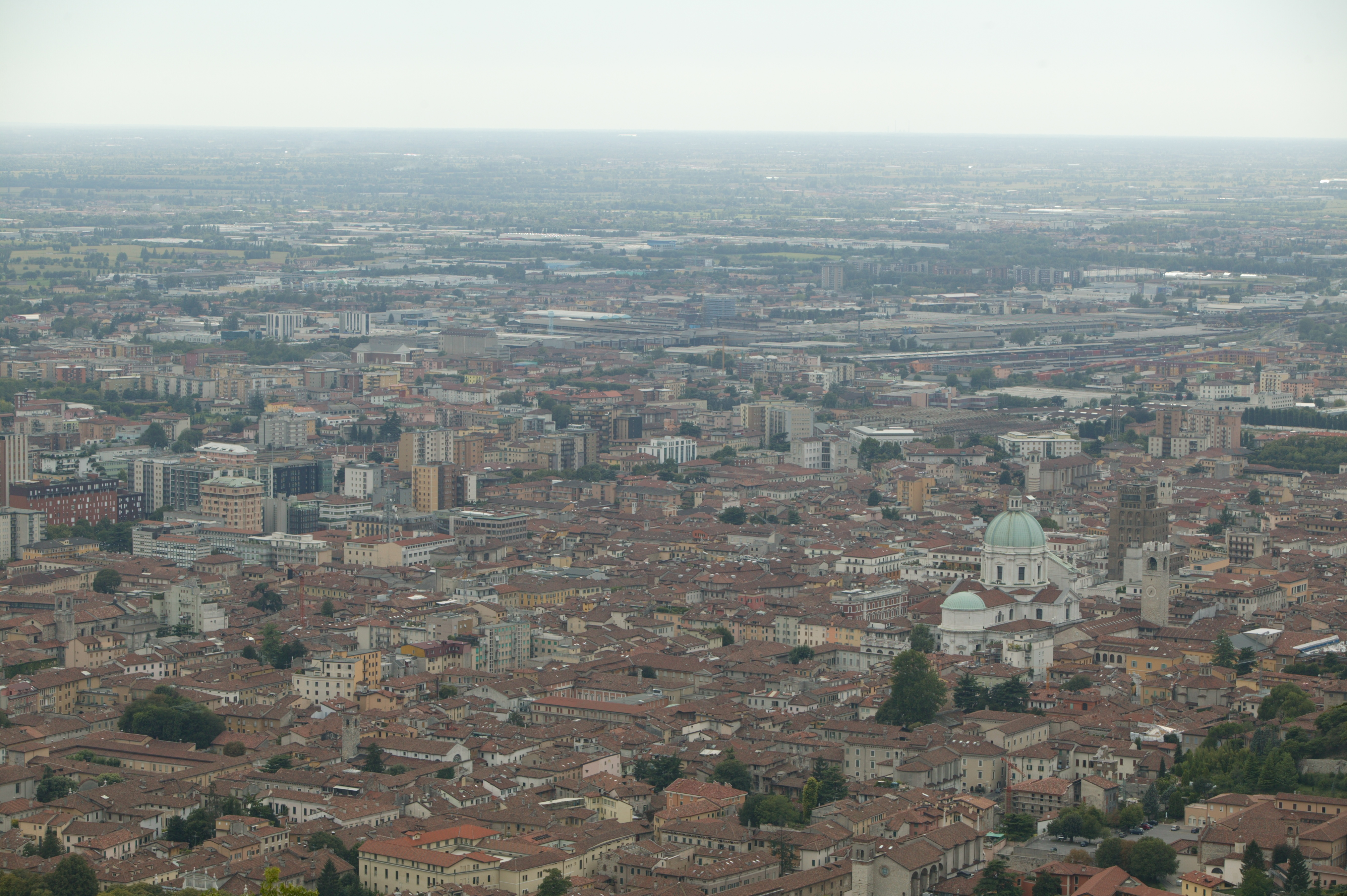
Vista della città
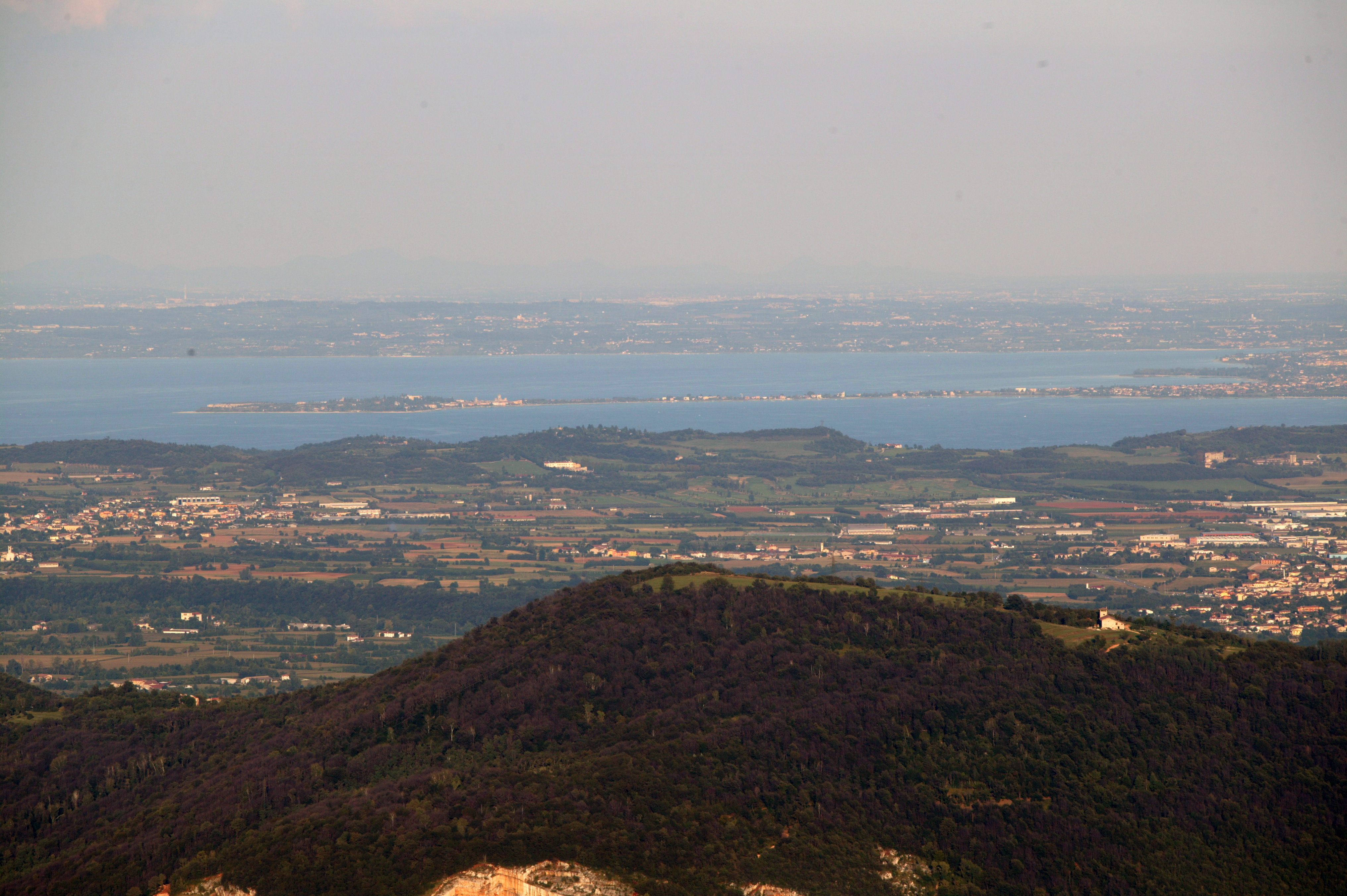
Il Promontorio di Sirmione
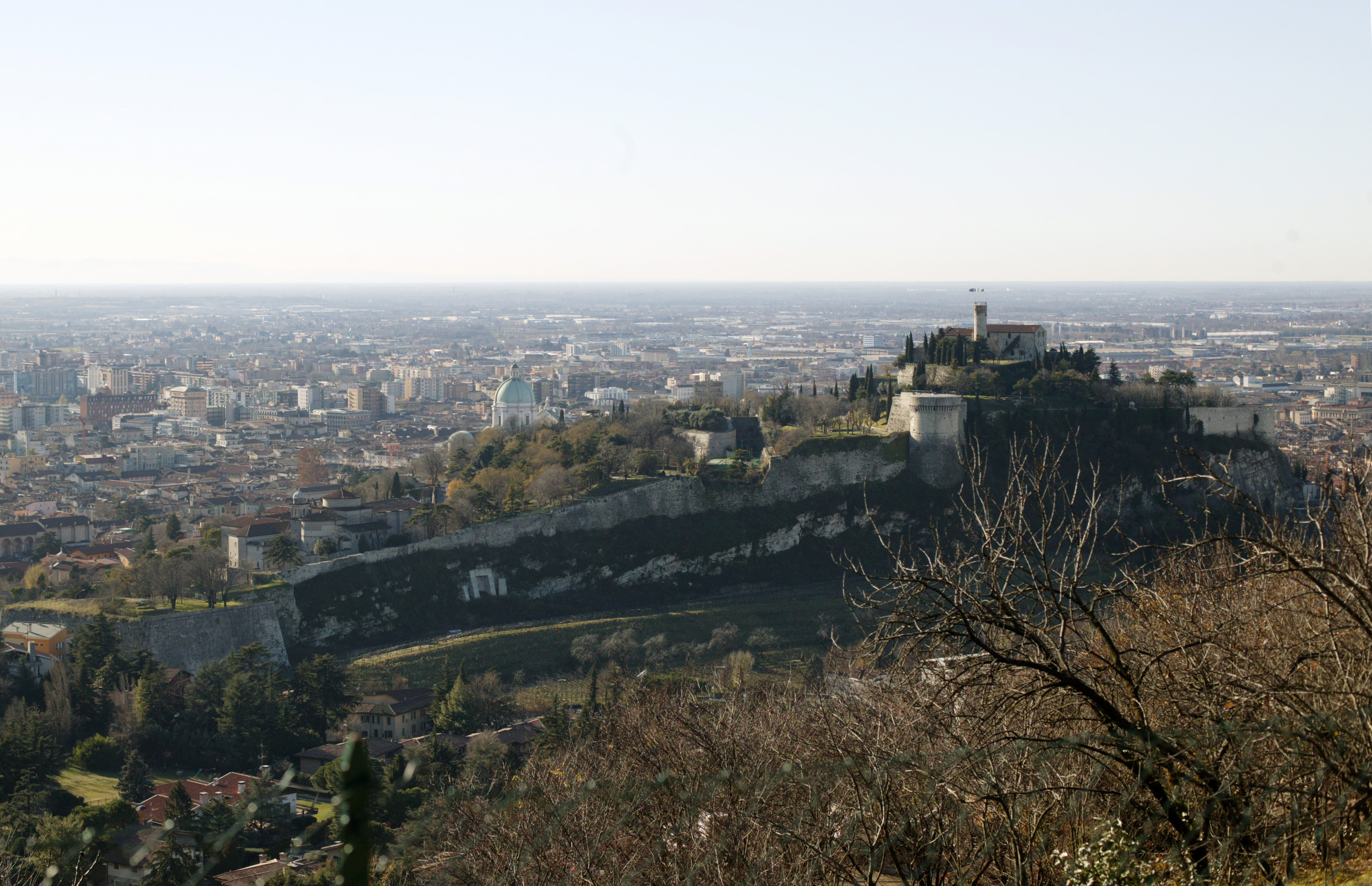
Il Castello di Brescia
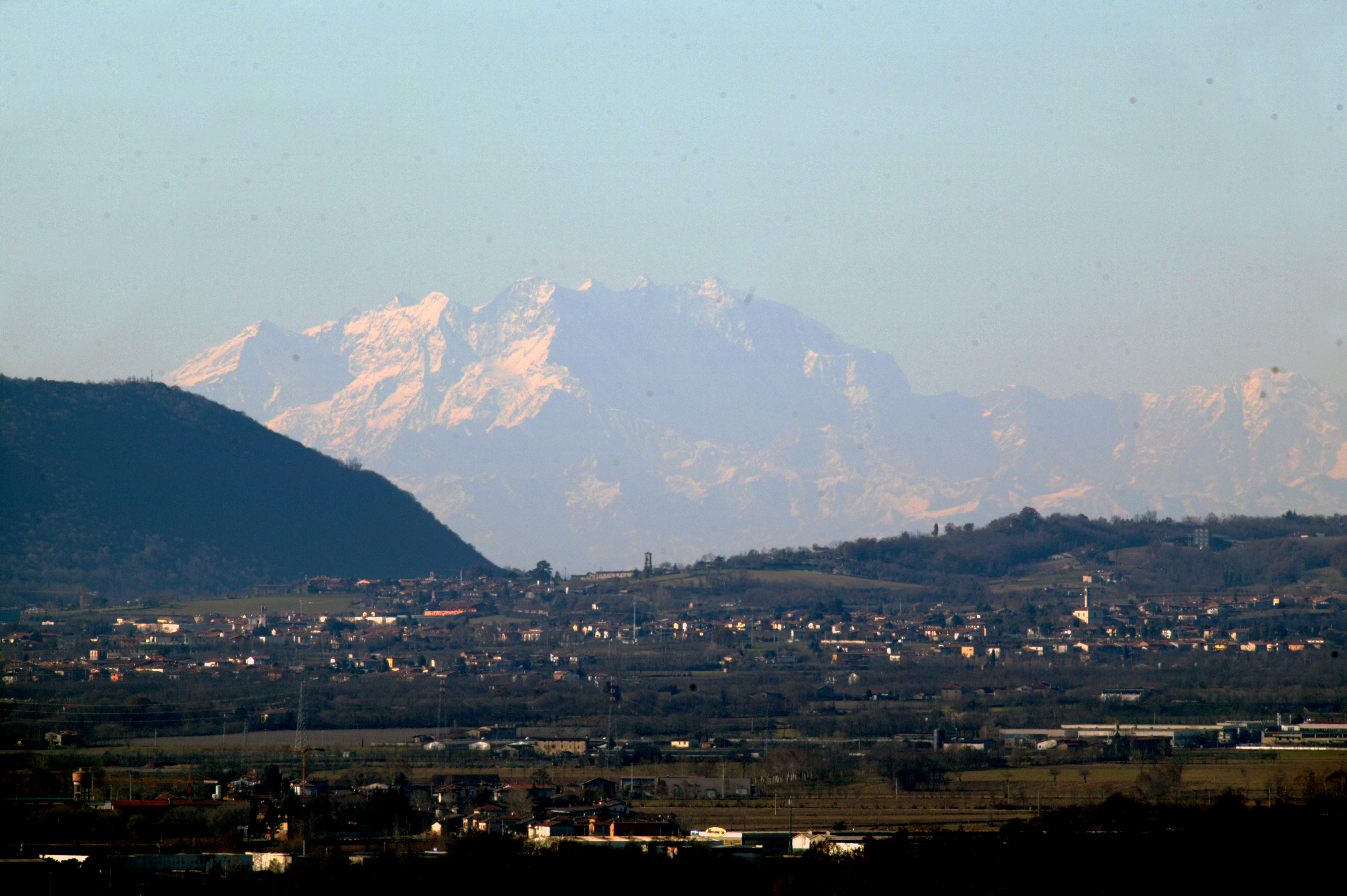
Monte Rosa dal Monte Maddalena

Le sue risorse naturali sono costituite da boschi che ricoprono tutti i versanti.

## Sport e tempo libero

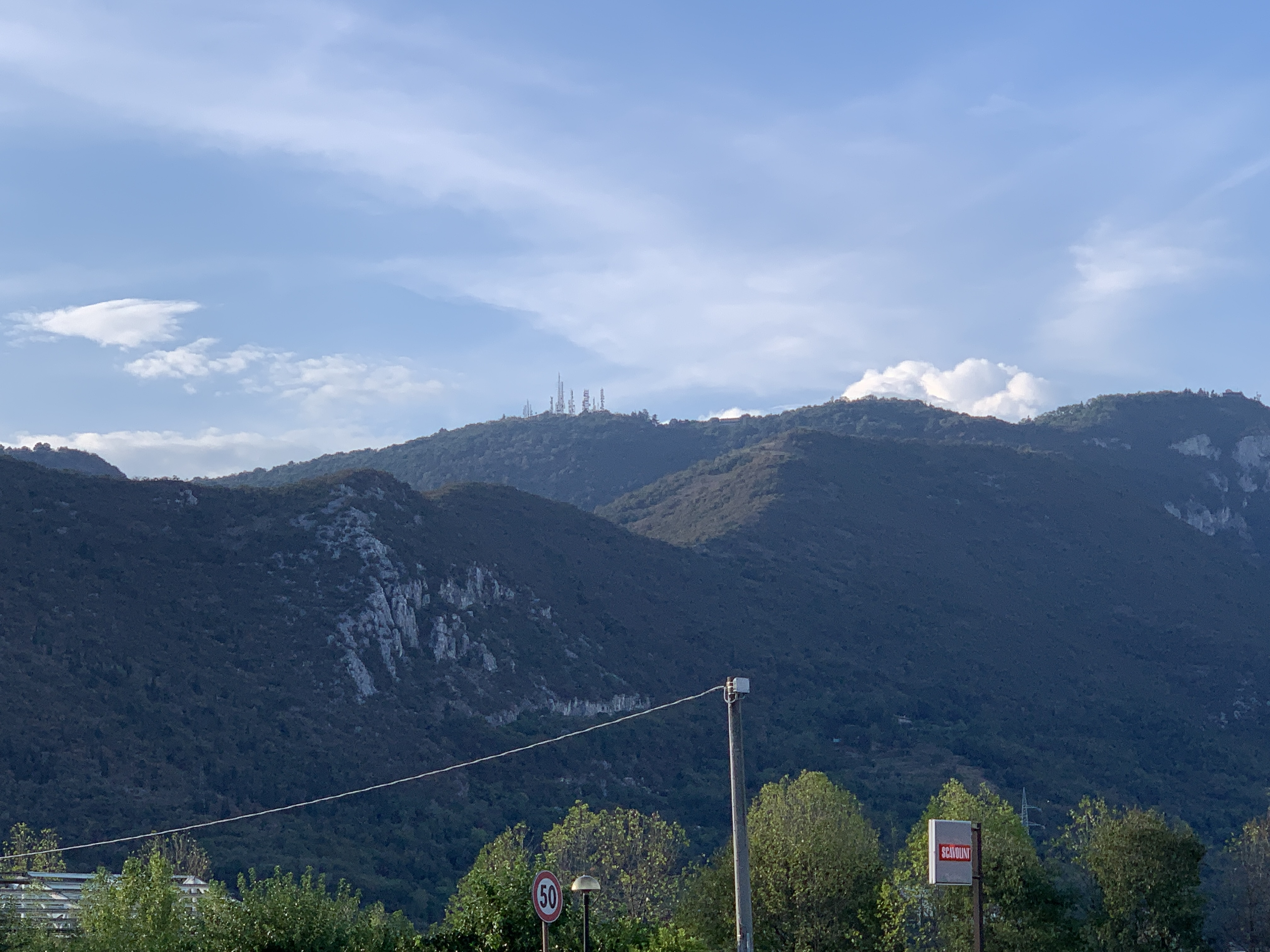
Monte Maddalena visto da Viale Sant'Eufemia

La Maddalena è utilizzata da molti anni come campo scuola per il volo libero; il decollo avviene da diversi spiazzi in cima alla montagna e l'atterraggio in zona San Polo.
Per tutto il monte si districano sentieri e stradine, quasi tutti segnalati.
Sulla sommità del monte Maddalena si trovano diverse strutture rocciose su cui praticare l'arrampicata sportiva.
La Maddalena è inoltre sempre più gettonata dagli amanti della disciplina MTB Enduro e Downhill grazie soprattutto alla realizzazione e manutenzione dei tracciati Cagnolera DH; Susy DH; Margherita DH e Musa DH. L'accesso ai tracciati è gratuito e le risalite nel periodo estivo è consentito farle mediante il servizio di navetta pubblica numero 6.